# Падин, Андрей Викторович
Андрей Викторович Падин (род. 20 февраля 1968, Белорецк, Башкирская АССР) — российский биатлонист. Мастер спорта России международного класса (1997 ) по биатлону. Выдающийся спортсмен РБ (1997). Заслуженный тренер России (2003) по биатлону. Тренер мужской сборной России  (тренер по функциональной подготовке мужской команды «А»)

## Биография
В 1994 году окончил  Челябинский институт физической культуры.
Тренировался в  ДСО «Труд» у тренера  Ф. Ф. Ахмадиева.
В 1996 – 1998 годах входил в сборную команду России.
В 2001—2006 годах работал тренером в СДЮСШОР по биатлону в Уфе.

## Достижения
- Чемпион Европы (1997) в спринте;
- Чемпион России (1995) в командной гонке и открытого чемпионата США (1997) в индивидуальной гонке;
- Серебряный призёр чемпионата Европы (1997) в эстафете;
- Серебряный призёр этапа Кубка Европы (1996) в спринте и чемпионата России (2000) в командной гонке;
- Бронзовый призёр этапов Кубка Европы в эстафете (1996) и спринте (2001);
- Бронзовый призёр чемпионата России (2000) в эстафете;
- Бронзовый призёр открытого чемпионата США (1997) в гонке преследования.[2][3]